# كارل سبيرو
كارل سبيرو (بالألمانية: Karl Spiro)‏ هو كيميائي وعالم أحياء وعالم كيمياء حيوية وأستاذ جامعي ألماني، ولد في 24 يونيو 1867 في برلين في ألمانيا، وتوفي في 21 مارس 1932 في ستراسبورغ في فرنسا.